# Pseudochthonius perreti
Pseudochthonius perreti är en spindeldjursart som beskrevs av Volker Mahnert 1986. Pseudochthonius perreti ingår i släktet Pseudochthonius och familjen käkklokrypare. Inga underarter finns listade i Catalogue of Life.